# مكتب التحليل الاقتصادي
مكتب التحليل الاقتصادي (بالإنجليزية:Bureau of Economic Analysis) هي وكالة حكومية تابعة للولايات المتحدة توفر الإحصاءات الرسمية للاقتصاد الكلي والصناعة ويشمل ذلك الناتج المحلي الإجمالي للولايات المتحدة.
المكتب جزء من وزارة التجارة في الولايات المتحدة، ويعتبر واحد من الوكالات الرئيسية للنظام الإحصائي الاتحادي في الولايات المتحدة.
مكتب التحليل الاقتصادي لديه نحو 500 موظف وتبلغ الميزانية السنوية للمكتب حوالي 965 مليون دولار.

## روابط خارجية
- الموقع الرسمي
- مكتب التحليل الاقتصادي في السجل الفدرالي